# Radek Hochmeister
Radek Hochmeister (* 6. září 1982 v Praze) je český fotbalový záložník či obránce, od července 2014 působící ve středočeském klubu SS Ostrá.

## Klubová kariéra
S fotbalem začal ve svých 5 letech ve Spartě Praha. Poté v roce 2003 byl poslán na hostování do FK Baumit Jablonec. V roce 2004 přestoupil do Slovanu Liberec. V sezóně 2005-2006 získal ze Slovanem Liberec mistrovský titul. V roce 2007 a byl poslán do Kladna kde si mohl okusit na vlastní kůži opačný pól než v Liberci. Zde zachraňoval nejvyšší ligu, která nakonec v Kladně zůstala. Po době strávené v Slovanu Liberec se vydal na další štaci. Rok 2008 a Radek se upsal plzeňské Viktorii. Ani v Plzni nezůstal nastálo a tak pro sezónu 2009/2010 přestoupil do druholigového týmu FC Hradec Králové s nímž ještě tentýž rok vybojoval postup do nejvyšší soutěže. Před jarní částí sezony 2013/2014 zamířil na hostování do FK Bohemians Praha. V létě 2014 se vrátil zpět do Hradce Králové, kde předčasně ukončil angažmá a dohodl se na smlouvě s FK Admira Praha. Od ledna 2015 působí ve středočeském přeboru v klubu SS Ostrá.

## Klubové statistiky
Aktuální k 21. červnu 2014
| Sezona | Klub                       | Země  | Soutěž  | Zápasy | Góly |
| ------ | -------------------------- | ----- | ------- | ------ | ---- |
| 02/03  | FK Baumit Jablonec (host.) | Česko | 1. liga | 14     | 1    |
| 03/04  | FK Baumit Jablonec (host.) | Česko | 1. liga | 30     | 1    |
| 04/05  | AC Sparta Praha            | Česko | 1. liga | ?      | ?    |
| 04/05  | Slovan Liberec             | Česko | 1. liga | 2      | 0    |
| 05/06  | Slovan Liberec             | Česko | 1. liga | 19     | 1    |
| 06/07  | Slovan Liberec             | Česko | 1. liga | 15     | 0    |
| 06/07  | SK Sigma Olomouc (host.)   | Česko | 1. liga | 6      | 0    |
| 07/08  | Slovan Liberec             | Česko | 1. liga | 7      | 0    |
| 07/08  | SK Kladno (host.)          | Česko | 1. liga | 14     | 0    |
| 08/09  | FC Viktoria Plzeň (host.)  | Česko | 1. liga | 6      | 0    |
| 08/09  | Slovan Liberec             | Česko | 1. liga | 4      | 0    |
| 09/10  | FC Hradec Králové          | Česko | 2. liga | ?      | ?    |
| 10/11  | FC Hradec Králové          | Česko | 1. liga | 23     | 1    |
| 11/12  | FC Hradec Králové          | Česko | 1. liga | 26     | 2    |
| 12/13  | FC Hradec Králové          | Česko | 1. liga | 26     | 2    |
| 13/14  | FC Hradec Králové          | Česko | 2. liga | 12     | 0    |
| 13/14  | FK Bohemians Praha (host.) | Česko | 2. liga | 13     | 1    |